# Simeliria funeralis
Simeliria funeralis är en insektsart som först beskrevs av Butler 1874.  Simeliria funeralis ingår i släktet Simeliria och familjen spottstritar. Inga underarter finns listade i Catalogue of Life.